# ČESMAD BOHEMIA
Sdružení automobilových dopravců ČESMAD BOHEMIA (s oficiálním zkráceným názvem ČESMAD BOHEMIA, psáno nepřesně též ČESMAD Bohemia nebo Česmad Bohemia, IČ 45771570) je největší zájmové sdružení dopravců z České republiky. Má právní formu občanského sdružení a sídlí v Praze, adresou v Podolí. Vzniklo 9. září 1992. Sdružuje asi 2000 dopravců, kteří provozují kolem 20 000 vozidel – v roce 2004 provozovali členové sdružení celkem asi 17 500 nákladních automobilů a 1430 autobusů, což představuje asi 80 % přepravních kapacit na trhu. Ve srovnání s jinými sdruženími dopravců se ČESMAD více zaměřuje na mezinárodní dopravu, kamiónovou dopravu a i na menší dopravce v nákladní nebo autobusové dopravě a ve své informační činnosti je více zaměřeno i na veřejnost.
Má sedm regionálních pracovišť, podle nichž je organizována členská základna: v Praze, Brně, Ostravě, Hradci Králové, Ústí nad Labem, Českých Budějovicích a Plzni.

## Činnost
ČESMAD BOHEMIA monitoruje dopravní legislativu v celé Evropě a pro své členy i pro veřejnost poskytuje informace a zprostředkovává či poskytuje širokou škálu služeb dopravcům, například poskytuje mnohé formy profesního vzdělávání, například školení v oblasti mezinárodní přepravy nebezpečných věcí podle úmluvy ADR. Vydává publikace, příručky a časopis Transport magazín.
Při jednáních s orgány státu i jinými subjekty, například sdělovacími médii, zastupuje zájmy svých členů, například připomínkováním legislativy nebo televizních pořadů.
Je členem Mezinárodní unie silniční dopravy (IRU) se sídlem v Ženevě.
Na základě smluvních vztahů s IRU a Ministerstvem financí ČR, Generálním ředitelstvím cel vykonává funkci záručního sdružení podle Celní úmluvy TIR.
Na základě dohody s Ministerstvem dopravy ČR zajišťuje distribuci povolení pro mezinárodní kamionovou a autobusovou dopravu.